# Wybory w 2016
Wybory w 2016 – lista wyborów i referendów na szczeblu krajowym, które zaplanowane zostały na 2016 rok w suwerennych państwach (de iure bądź de facto) i ich terytoriach zależnych.
| Data               | Kraj                              | Wybory                                                                            | Dodatkowe informacje | Źródło |
| ------------------ | --------------------------------- | --------------------------------------------------------------------------------- | --- | --- |
| 7 stycznia         | Kiribati                          | Wybory parlamentarne w Kiribati w latach 2015–2016 (II tura)                      | Zwycięstwo Pillars of Truth | [ 1 ] [ 2 ] |
| 16 stycznia        | Republika Chińska                 | Wybory generalne w Republice Chińskiej w 2016 roku                                | Zwycięstwo Demokratycznej Partii Postępowej i Tsai Ing-wen | [ 3 ] [ 3 ] |
| 22 stycznia        | Vanuatu                           | Wybory parlamentarne w Vanuatu w 2016 roku                                        | Zwycięstwo bloku Jedność dla zmian | [ 4 ] [ 5 ] [ 6 ]                                                                                                 |
| 24 stycznia        | Portugalia                        | Wybory prezydenckie w Portugalii w 2016 roku                                      | Zwycięstwo Marcela Rebelo de Sousa | [ 7 ] |
| 14 lutego          | Republika Środkowoafrykańska      | Wybory generalne w Republice Środkowoafrykańskiej w 2015 i 2016 roku (II tura)    | Zwycięstwo Faustin-Archange Touadéra | [ 8 ] [ 9 ] [ 10 ]                                                                                                |
| 18 lutego          | Uganda                            | Wybory generalne w Ugandzie w 2016 roku                                           | Reelekcja Yoweriego Museveniego i Ponowne zwycięstwo Narodowego Ruchu Oporu | [ 11 ] [ 12 ] |
| 21 lutego          | Boliwia                           | Referendum w Boliwii w 2016 roku                                                  | Dotyczyło możliwości kandydowania prezydenta i wiceprezydenta na trzecią kadencję. Większość głosów na Nie. | [ 13 ] |
| 21 lutego          | Komory                            | Wybory prezydenckie na Komorach w 2016 roku (I tura)                              | Do drugiej tury przeszli (kolejno według liczby głosów): - Mohamed Ali Soilihi - Mouigni Baraka - Azali Assoumani | [ 14 ] |
| 21 lutego          | Niger                             | Wybory generalne w Nigrze w 2016 roku                                             | Zwycięstwo Nigerskiej Partii na rzecz Demokracji i Socjalizmu | Do drugiej tury wyborów prezydenckich przeszli (kolejno według liczby głosów): - Mahamadou Issoufou - Hama Amadou |
| 25 lutego          | Jamajka                           | Wybory parlamentarne na Jamajce w 2016 roku                                       | Zwycięstwo Jamajskiej Partii Pracy | [ 17 ] |
| 26 lutego          | Iran                              | Wybory parlamentarne w Iranie w 2016 roku (I tura)                                | Zwycięstwo Koalicji reformatorów | [ 18 ] [ 19 ] |
| 26 lutego          | Irlandia                          | Wybory parlamentarne w Irlandii w 2016 roku                                       | Ponowne zwycięstwo Fine Gael | [ 20 ] |
| 28 lutego          | Szwajcaria                        | Referendum w Szwajcarii w 2016 roku (luty)                                        | Dotyczyło następujących zagadnień: 1. Deportacja zagranicznych przestępców - Większość głosów na Nie. 2. Budowa tunelu w przełęczy Świętego Gotarda - Większość głosów na Tak. 3. Zmniejszenie obciążeń podatkowych dla małżeństw - Większość głosów na Nie. 4. Wykluczenie niektórych produktów spośród towarów giełdowych. - Większość głosów na Nie. | [ 21 ] [ 22 ] |
| 4 marca            | Samoa                             | Wybory parlamentarne w Samoa w 2016 roku                                          | Ponowne zwycięstwo Partii Ochrony Praw Człowieka | [ 23 ] |
| 5 marca            | Słowacja                          | Wybory parlamentarne na Słowacji w 2016 roku                                      | Ponowne zwycięstwo partii Kierunek – Socjalna Demokracja | [ 24 ] |
| 6 marca            | Benin                             | Wybory prezydenckie w Beninie w 2016 roku (I tura)                                | Do drugiej tury przeszli (kolejno według liczby głosów): - Lionel Zinsou - Patrice Talon | [ 25 ] |
| 9 marca            | Kiribati                          | Wybory prezydenckie w Kiribati w 2016 roku                                        | Zwycięstwo Taneti Mamau | [ 26 ] |
| 20 marca           | Benin                             | Wybory prezydenckie w Beninie w 2016 roku (II tura)                               | Zwycięstwo Patrica Talona | [ 27 ] |
| 20 marca           | Republika Zielonego Przylądka     | Wybory parlamentarne w Republice Zielonego Przylądka w 2016 roku                  | Zwycięstwo Ruchu dla Demokracji | [ 28 ] [ 29 ] |
| 20 marca           | Kazachstan                        | Wybory parlamentarne w Kazachstanie w 2016 roku                                   | Zwycięstwo Nur Otan | [ 30 ] [ 31 ] |
| 20 marca           | Laos                              | Wybory parlamentarne w Laosie w 2016 roku                                         | Jedyną legalną partią w Laosie jest Laotańska Partia Ludowo-Rewolucyjna. Wymogiem kandydowania było poparcie lokalnych władz. | [ 32 ] [ 33 ] [ 34 ]                                                                                              |
| 20 marca           | Niger                             | Wybory prezydenckie w Nigrze w 2016 roku (II tura)                                | Reelekcja Mahamadou Issoufou. | [ 35 ] |
| 20 marca           | Kongo                             | Wybory prezydenckie w Kongo w 2016 roku                                           | Reelekcja Denisa Sassou-Nguesso | [ 36 ] |
| 20 marca           | Senegal                           | Referendum w Senegalu w 2016 roku                                                 | Było to referendum konstytucyjne dotyczące propozycji 15 poprawek do konstytucji Senegalu. większość głosów na Tak. | [ 37 ] |
| 3 marca - 24 marca | Nowa Zelandia                     | Referendum w Nowej Zelandii w 2015 i 2016 roku (II tura)                          | Dotyczyło zmiany flagi państwowej. Większość zagłosowała przeciwko zmianom. | [ 38 ] [ 39 ] |
| 31 marca           | Republika Środkowoafrykańska      | Wybory parlamentarne w Republice Środkowoafrykańskiej w 2016 roku (II tura)       | Wybrano 85 parlamentarzystów - przewaga kandydatów niezależnych | [ 40 ] [ 41 ] |
| 6 kwietnia         | Holandia                          | Referendum w Holandii w 2016 roku                                                 | Dotyczyło umowy o współpracy gospodarczej i politycznej Unii Europejskiej z Ukrainą. Większość głosów na Nie. | [ 42 ] |
| 8 kwietnia         | Dżibuti                           | Wybory prezydenckie w Dżibuti w 2016 roku                                         | Zwycięstwo Ismaila Omara Guelleha | [ 43 ] [ 44 ] |
| 10 kwietnia        | Czad                              | Wybory prezydenckie w Czadzie w 2016 roku                                         | Zwycięstwo Idrissa Déby’ego | [ 45 ] [ 46 ] |
| 10 kwietnia        | Komory                            | Wybory prezydenckie na Komorach w 2016 roku                                       | Zwycięstwo Azalia Assoumaniego | [ 47 ] [ 48 ] |
| 10 kwietnia        | Peru                              | Wybory parlamentarne w Peru w 2016 roku                                           | Zwycięstwo Fuerza Popular | [ 49 ] [ 50 ] |
| 10 kwietnia        | Peru                              | Wybory prezydenckie w Peru w 2016 roku (I tura)                                   | Do drugiej tury przeszli (kolejno według liczby głosów): - Keiko Fujimori - Pedro Pablo Kuczynski | [ 50 ] [ 51 ] |
| 13 kwietnia        | Korea Południowa                  | Wybory parlamentarne w Korei Południowej w 2016 roku                              | Zwycięstwo Deobureo Minjudang | [ 52 ] [ 53 ] |
| 13 kwietnia        | Syria                             | Wybory parlamentarne w Syrii w 2016 roku                                          | Zwycięstwo partii Baas | [ 54 ] [ 55 ] |
| 17 kwietnia        | Włochy                            | Referendum we Włoszech w kwietniu 2016 roku                                       | Dotyczyło wygaśnięcia koncesji na wiercenia i wydobycie ropy i gazu. Większość zagłosowała na Tak, ale referendum było niewaiążące z powodu zbyt niskiej frekwencji wyborczej. | [ 56 ] |
| 24 kwietnia        | Austria                           | Wybory prezydenckie w Austrii w 2016 roku                                         | Zwycięstwo Alexandra Van der Bellena unieważnione przez Trybunał Konstytucyjny | [ 57 ] |
| 24 kwietnia        | Gwinea Równikowa                  | Wybory prezydenckie w Gwinei Równikowej w 2016 roku                               | Zwycięstwo Teodoro Obiang Nguema Mbasogo | [ 58 ] |
| 24 kwietnia        | Macedonia                         | Wybory parlamentarne w Macedonii w 2016 roku                                      | | [ 59 ] |
| 27 kwietnia        | Guernsey                          | Wybory parlamentarne w Guernsey w 2016 roku                                       | | [ 60 ] |
| 29 kwietnia        | Iran                              | Wybory parlamentarne w Iranie w 2016 roku (II tura)                               | | [ 61 ] |
| 9 maja             | Filipiny                          | Wybory powszechne na Filipinach w 2016 roku                                       | | [ 62 ] |
| 15 maja            | Dominikana                        | Wybory parlamentarne na Dominikanie w 2016 roku                                   | | [ 63 ] |
| 15 maja            | Dominikana                        | Wybory prezydenckie na Dominikanie w 2016 roku                                    | Zwycięstwo Danilo Medina | [ 63 ] |
| 15 maja            | Dominikana                        | Wybory samorządowe na Dominikanie w 2016 roku                                     | | [ 63 ] |
| 22 maja            | Cypr                              | Wybory parlamentarne na Cyprze w 2016 roku                                        | Zwycięstwo Koalicji Demokratycznej | [ 64 ] |
| 22 maja            | Tadżykistan                       | Referendum w Tadżykistanie w 2016 roku                                            | | [ 65 ] |
| 22 maja            | Wietnam                           | Wybory parlamentarne w Wietnamie w 2016 roku                                      | | [ 66 ] |
| 5 czerwca          | Macedonia                         | Wybory parlamentarne w Macedonii w 2016 roku                                      | | [ 67 ] |
| 5 czerwca          | Peru                              | Wybory prezydenckie w Peru w 2016 roku (II tura)                                  | Zwycięstwo Pedro Pablo Kuczynski | [ 66 ] |
| 6 czerwca          | Saint Lucia                       | Wybory parlamentarne na Saint Lucia w 2016 roku                                   | Zwycięstwo Zjednoczonej Partii Robotniczej | [ 68 ] |
| 23 czerwca         | Wielka Brytania                   | Referendum w Wielkiej Brytanii w 2016 roku                                        | Za wyjściem Wielkiej Brytanii z Unii Europejskiej | [ 69 ] |
| 25 czerwca         | Islandia                          | Wybory prezydenckie w Islandii w 2016 roku                                        | Zwycięstwo Guðnia Th. Jóhannessona | [ 70 ] |
| 29 czerwca         | Mongolia                          | Wybory parlamentarne w Mongolii w 2016 roku                                       | | [ 71 ] |
| 10 lipca           | Japonia                           | Wybory do Izby Radców w 2016 roku                                                 | | [ 72 ] |
| 17 lipca           | Wyspy Świętego Tomasza i Książęca | Wybory prezydenckie na Wyspach Świętego Tomasza i Książęcej w 2016 roku (I tura)  | | [ 73 ] |
| 7 sierpnia         | Wyspy Świętego Tomasza i Książęca | Wybory prezydenckie na Wyspach Świętego Tomasza i Książęcej w 2016 roku (II tura) | | [ 73 ] |
| 11 sierpnia        | Zambia                            | Wybory parlamentarne w Zambii w 2016 roku                                         | | [ 74 ] |
| 11 sierpnia        | Zambia                            | Wybory prezydenckie w Zambii w 2016 roku                                          | | [ 74 ] |
| 28 sierpnia        | Gabon                             | Wybory prezydenckie w Gabonie w 2016 roku                                         | | [ 75 ] |
| 8 września         | Seszele                           | Wybory parlamentarne na Seszelach w 2016 roku                                     | | [ 76 ] |
| 11 września        | Chorwacja                         | Wybory parlamentarne w Chorwacji w 2016 roku                                      | zwycięstwo Chorwackiej Wspólnoty Demokratycznej | [ 77 ] |
| 11 września        | Białoruś                          | Wybory parlamentarne na Białorusi w 2016 roku                                     | | [ 78 ] |
| 18 września        | Rosja                             | Wybory parlamentarne w Rosji w 2016 roku                                          | Zwycięstwo partii Jedna Rosja | [ 79 ] |
| 22 września        | Wyspa Man                         | Wybory parlamentarne na Wyspie Man w 2016 roku                                    | | [ 80 ] |
| 26 września        | Azerbejdżan                       | Referendum w Azerbejdżanie w 2016 roku                                            | Za | [ 81 ] |
| 2 października     | Węgry                             | Referendum na Węgrzech w 2016 roku                                                | Przeciw | [ 82 ] |
| 7 października     | Maroko                            | Wybory parlamentarne w Maroku w 2016 roku                                         | Zwycięstwo Islamistycznej Partii Sprawiedliwości i Rozwoju | [ 83 ] |
| 7-8 października   | Czechy                            | Wybory do Senatu Republiki Czeskiej w 2016 roku 1 tura                            | | [ 84 ] [ 85 ] [ 86 ] [ 87 ] [ 88 ]                                                                                |
| 8 października     | Gruzja                            | Wybory parlamentarne w Gruzji w 2016 roku I Tura                                  | Zwycięstwo ugrupowania Gruzińskie Marzenie | [ 89 ] |
| 9 października     | Litwa                             | Wybory parlamentarne na Litwie w 2016 roku                                        | Zwycięstwo Litewskiego Ludowego Związku Chłopskiego I tura | [ 90 ] |
| 14-15 października | Czechy                            | Wybory do Senatu Republiki Czeskiej w 2016 roku 2 tura                            | | [ 84 ] [ 85 ] [ 86 ] [ 87 ] [ 88 ]                                                                                |
| 15 października    | Afganistan                        | Wybory parlamentarne w Afganistanie w 2016 roku                                   | | [ 91 ] |
| 23 października    | Litwa                             | Wybory parlamentarne na Litwie w 2016 roku                                        | Zwycięstwo Związku Ojczyzny – Litewskich Chrześcijańskich Demokratów II tura | [ 90 ] |
| 29 października    | Islandia                          | Wybory parlamentarne w Islandii w 2016 roku                                       | Partia Niepodległości | [ 92 ] |
| 30 października    | Mołdawia                          | Wybory prezydenckie w Mołdawii w 2016 roku I Tura                                 | Do drugiej tury przeszli Igor Dodon i Maia Sandu | [ 93 ] |
| 1 listopada        | Palau                             | Wybory prezydenckie na Palau w 2016 roku                                          | | [ 94 ] |
| 1 listopada        | Palau                             | Wybory parlamentarne na Palau w 2016 roku                                         | | [ 94 ] |
| 6 listopada        | Nikaragua                         | Wybory parlamentarne w Nikaragui w 2016 roku                                      | | [ 95 ] |
| 6 listopada        | Nikaragua                         | Wybory prezydenckie w Nikaragui w 2016 roku                                       | Zwycięstwo Daniela Ortegi | [ 95 ] |
| 6 listopada        | Bułgaria                          | Wybory prezydenckie w Bułgarii w 2016 roku                                        | Zwycięstwo Rumena Radewa | [ 96 ] |
| 7 listopada        | Ghana                             | Wybory parlamentarne w Ghanie w 2016 roku                                         | | [ 97 ] |
| 7 listopada        | Ghana                             | Wybory prezydenckie w Ghanie w 2016 roku                                          | Zwycięstwo Nana Akufo-Addo | [ 97 ] |
| 8 listopada        | Stany Zjednoczone                 | Wybory do Kongresu Stanów Zjednoczonych w 2016 roku                               | | [ 98 ] |
| 8 listopada        | Stany Zjednoczone                 | Wybory prezydenckie w Stanach Zjednoczonych w 2016 roku                           | Zwycięstwo Donalda Trumpa | [ 99 ] |
| 13 listopada       | Mołdawia                          | Wybory prezydenckie w Mołdawii w 2016 roku II tura                                | Wygrana Igora Dodona | [ 93 ] |
| 15 listopada       | Bułgaria                          | Wybory prezydenckie w Bułgarii w 2016 roku II tura                                | Zwycięstwo Rumena Radewa | [ 96 ] |
| 20 listopada       | Haiti                             | Wybory prezydenckie na Haiti w 2015 i 2016 roku (II tura)                         | Zwycięstwo Jovenela Moïse | [ 100 ] |
| 27 listopada       | Demokratyczna Republika Konga     | Wybory parlamentarne w Demokratycznej Republice Konga w 2016 roku                 | | [ 101 ] |
| 27 listopada       | Demokratyczna Republika Konga     | Wybory prezydenckie w Demokratycznej Republice Konga w 2016 roku                  | Reelekcja Josepha Kabila | [ 101 ] |
| 1 grudnia          | Gambia                            | Wybory prezydenckie w Gambii w 2016 roku                                          | Zwycięstwo Adama Barrow | [ 102 ] |
| 4 grudnia          | Uzbekistan                        | Wybory prezydenckie w Uzbekistanie w 2016 roku                                    | Zwycięstwo Shavkata Mirziyoyeva | [ 103 ] |
| 4 grudnia          | Włochy                            | Referendum we Włoszech w grudniu 2016 roku                                        | Przeciw | [ 104 ] |
| 4 grudnia          | Austria                           | Wybory prezydenckie w Austrii w 2016 roku                                         | Zwycięstwo Alexandra Van der Bellena | [ 105 ] |